# Odprto prvenstvo Anglije 1969
Odprto prvenstvo Anglije 1969 je teniški turnir za Grand Slam, ki je med 23. junijem in 5. julijem 1969 potekal v Londonu.

## Moški posamično
Rod Laver :  John Newcombe 6-4 5-7 6-4 6-4

## Ženske posamično
Ann Haydon-Jones :  Billie Jean King 3-6 6-3 6-2

## Moške dvojice
John Newcombe /  Tony Roche :  Tom Okker /  Marty Riessen 7-5 11-9 6-3

## Ženske dvojice
Margaret Court /  Judy Tegart :  Patricia Hogan /  Peggy Michel 9-7 6-2

## Mešane dvojice
Fred Stolle /  Ann Haydon-Jones :  Tony Roche /  Judy Tegart 6-2 6-3